# Ален мак (квартал на Благоевград)
Вижте пояснителната страница за други значения на Ален мак.
„Ален мак“ е квартал на Благоевград, България, разположен в югоизточната част на града. Улица „Астра“ го отделя от съседния квартал „Бялата висота“, а от Еленово е отделен чрез улица „Симеон Радев“, която продължава до село Изгрев. На север от квартала има промишлена зона, на запад е „Бялата висота“, на изток – Еленово, а на юг е пътя за село Изгрев. В „Ален мак“ има ясла, супермаркет и парк. В квартала се намират Девето основно училище „Пейо Яворов“, Професионалната гимназия по икономика „Иван Илиев“ и Гимназията по предприемачество и нови технологии „Полет“.